# Смартбук

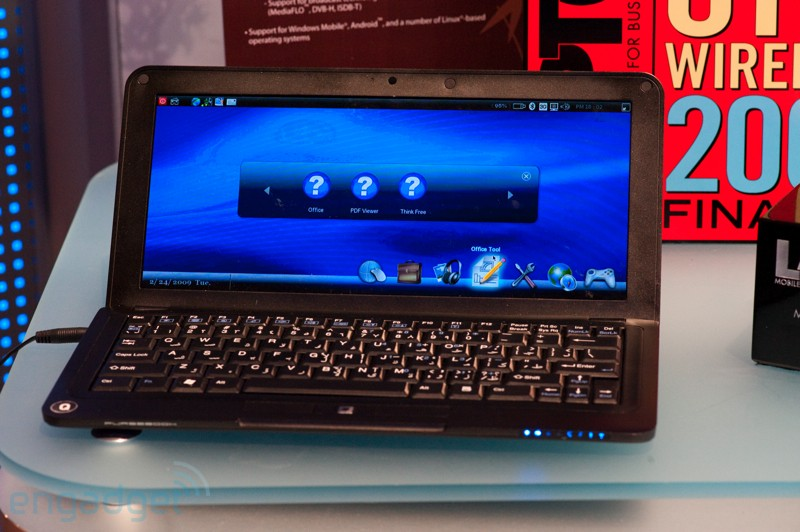
Wistron Pursebook с тактовой частотой 1 ГГц (апрель 2009)

Смартбук (англ. Smartbook) — небольшой ноутбук, построенный на аппаратной платформе того же класса, что используется для смартфонов и интернет-планшетов.
Главной особенностью является процессорная архитектура, в которой нетбуки и ноутбуки обычно используют процессоры семейства x86 или их более новую версию x86-64. Смартбуки почти всегда оснащены процессорами ARM, на которых также можно найти устройства, работающие на процессоре MIPS, но они более распространены в Китае, где при той же производительности процессоры ARM более экономичны по сравнению с x86.
Термин "смартбук" был введён компанией Qualcomm, которая изначально ориентировалась на устройство связи, похожее на смартфон, но с клавиатурой, подходящей для ввода длинных текстов и электронных писем, а не только SMS. Целевая аудитория — пользователи, которым не нужна полная функциональность программного обеспечения для настольных компьютеров. Ключевыми особенностями, которые компания Qualcomm рассматривала для смартбуков, были не только аппаратная платформа смартфонов, но и обязательное наличие ряда коммуникационного оборудования для работы в различных беспроводных сетях — GSM, 3G, wireless, беспроволочный, а также использование специальной операционной системы, которая в то же время, архитектура может быть любой, включая x86.
Таким образом, по мнению автора термина, смартбук — это смартфон, выполненный в большем форм-факторе.
Смартбуки отличаются компактными размерами (диагональ экрана 10—13 дюймов, или 25—33 см), небольшим весом, низким энергопотреблением и относительно невысокой стоимостью.

## Отличительные особенности
Смартбук — устройство, внешне похожее на нетбук, но в отличие от термина "нетбук", который был предложен компанией Intel для обозначения небольших ноутбуков на базе процессоров архитектуры Intel x86, в смартбуках обычно используются процессоры архитектуры ARM, реже MIPS или другие процессоры, несовместимые с архитектурой Intel и специальной операционной системой.
Ожидается, что модуль связи 3G станет для смартбуков стандартом, как для смартфонов. В настоящий момент практически все недорогие модели имеют только Wi-Fi-модуль.

По словам CEO Xandros Андреаса Типалдоса (Andreas Typaldos), смартбук это тот же нетбук, но на архитектуре ARM (от Qualcomm или Freescale) с интегрированным модулем 3G, 10-часовым временем автономной работы и низкой стоимостью.

По размеру и функциональности эти устройства находятся между портативными интернет-устройствами (portable internet devices, MID) и ноутбуками (laptops), с одной стороны, и субноутбуками (subnotebook) - с другой. Смартбуки отличаются от универсальных мобильных персональных компьютеров (МПК) своей компоновкой и, в целом, использованием обычных дисплеев, которые не реагируют на прикосновения. Однако этот вопрос остается спорным, поскольку некоторые производители и эксперты классифицируют смартбуки и субноутбуки как UBC, среди которых также есть модели смартбуков с сенсорными экранами.
По габаритам и по функциональности данные устройства занимают промежуточное положение между мобильными интернет-устройствами (MID) и Handheld PC «снизу» и субноутбуками «сверху». От UMPC смартбуки отличаются компоновкой и, как правило, использованием обычных экранов, нечувствительных к касанию. Этот момент является спорным, некоторые производители и эксперты относят смартбуки и субноутбуки к классу UMPC.
Сложно сказать, будут ли смартбуки конкурировать с нетбуками или же образуют отдельный класс устройств. Границей раздела станет в первую очередь архитектура процессора. В частности, по этой причине на смартбуках в качестве ОС нельзя будет использовать настольные варианты Microsoft Windows (в то же время нет никаких препятствий для использования Windows Mobile).
Ещё одной отличительной чертой нарождающегося класса станет быстрый старт системы. В отличие от той же Microsoft Windows, загрузка ОС на смартбуке может быть по скорости сравнима с выходом из режима ожидания.

## Аппаратное обеспечение

### Системная логика
В смартбуках используются экономичные процессоры и наборы системной логики, а вместо жёсткого диска зачастую применяется твердотельный накопитель. За исключением некоторых единичных ранних моделей процессорное ядро и набор системой логики интегрированы в одну микросхему, то есть представляют собой систему на кристалле.
Для данной категории устройств используются процессоры специально проектировавшиеся для смартфонов, планшетных ПК и мобильных интернет-устройств (MID). Эти процессоры выпускают многие компании, специализирующиеся на разработке однокристальных ARM-систем (ARM SoC), в частности: Qualcomm, Broadcom, Freescale, Samsung, TI, Marvell, VIA, Wondermedia, Nvidia.
- процессоры компании Qualcomm: Snapdragon — 1 ГГц ARM-процессор.
- процессоры компании Freescale: i.MX515 — архитектура на ядре ARM Cortex-A8.
- процессоры компании Samsung: Samsung 2440A — 400 МГц, Samsung S5P6440 — на ядре ARM11, Hummingbird — 1 ГГц процессор на ядре ARM Cortex-A8.
- процессоры компании Texas Instruments: TI OMAP3 3440/3450 — 800/1000 МГц.
- процессоры компании Marvell: Marvell PXA168 на ядре Marvell Sheeva — 1,2 ГГц ARM-процессор.
- чипсеты компании Nvidia: Tegra[3] APX Series — 750 МГц ARM-ядро / Tegra 600 Series — 800 МГц / Tegra 2[4].
- чипсеты компании VIA: VT8500 266—400 МГц ARM-926-ядро, интегрированное ARM9-ядро в наборе VT8505 частотой 300—533 МГц.
- чипсеты компании WonderMedia: WM8505 является полным аналогом VIA VT8505, с некоторыми отличиями в архитектуре; семейство чипсетов Prizm WM8650, WM8750,WM8850,WM8950 ядро работает на частоте 600MГц—1,5 ГГц, DSP-сопроцессор 200-300МГц.

### Графическая подсистема
Графическая подсистема смартбуков включает в себя три компонента:
- Контроллер ЖК-дисплея;
- Графический сопроцессор (в ранних чипсетах отсутствовал, в последних моделях может присутствовать несколько сопроцессоров-«ядер»);
- Порт для подключения отдельного ЖК-дисплея, разъём HDMI или miniHDMI (присутствует только в моделях, работающих под управлением Android 4.0 и выше).

Freescale iMX515 применяемый в Sharp Netwalker, Efika MX Smartbook имеет в составе 3D ускоритель amd z430, AlwaysInnovating TouchBook основан на процессоре Texas Instruments OMAP3 со встроенным графическим ядром powervr и т. д. Все эти графические ядра обеспечивают мощное аппаратное 2D/3D ускорение. Однако не всегда возможности ускорителей использованы производителями. Например Sharp Netwalker не имеет драйвера ядра для ускорителя z430 и поэтому стандартные средства линукс (xv, opengl) не работают, а ускорение воспроизведения видео реализуется непосредственно в декодере проигрывателя (totem). Эта ситуация часто воспринимается потребителями как ограничение аппаратной части, однако это не так. Разработчики AlwaysInnovating TouchBook например поддерживают 2D/3D для ядра поставляемого с устройством. Возможности NVidia Tegra2 в плане производительности 3D подсистемы достаточно ярко демонстрирует презентация Unreal Tournament на платформе разработчика. Возможности 2D ускорения также впечатляют. Поскольку при работе аппаратного модуля декодирования не используется процессор приложений, то декодирование происходит при рекордно низком потреблении энергии. Неслучайно тюнеры для приёма спутникового телевидения часто основаны на ARM.
Возможности в плане аппаратного декодирования видео у разных процессоров различны. Для Freescale iMX515 это HD видео разрешением 720 p, для iMX535 уже HD 1080 p. Аналогичный разбег в линейке существует и у других производителей. Это касается процессоров Cortex-A8. Большинство серийных смартбуков выпускают именно на их основе. Новые семейства Cortex-A9, Cortex-A15 поддерживают в своем составе несколько ядер процессоров приложений (графические сопроцессоры и ядра декодеров не в счёт, общее число ядер даже для простых Cortex-A8 доходит до 8) и предоставляют по мощности ресурсы достаточные для создания полноценных десктопов, мощных мультимедийных станций и даже серверов.

### Внешние интерфейсы и устройства

#### Системные шины и внешние порты
- USB, обычно 4 порта, один-два из которых не разводятся физически, а соединяются непосредственно с устройствами Wi-Fi и/или Bluetooth, устанавливаемыми непосредственно в корпус смартбука.
- Один последовательный (COM) порт, используемый как правило для внутренней диагностики, отладки и обновления встраиваемого системного ПО — «прошивки».
- SDIO, даёт возможность подключать как карты памяти SD/MMC, так и использующие эту шину устройства, обычно это GPS-приёмник.
- I²C, обычно используется для AC’97-кодеков. Иногда может присутствовать в урезанном специализированном варианте — AC’97-bus.
- PATA, обычно предназначается для перманентной установки карт CompactFlash или жёстких дисков формата MicroDrive. Часто бывает не разведён или может вовсе отсутствовать.
- HDMI в стандартном или мини-варианте, предназначенный для подключения внешнего дисплея. Впервые появился на моделях, работающих под управлением ОС Android 2.1.

#### Сетевые адаптеры
Почти все смартбуки снабжены модулями беспроводных сетей Wi-Fi, некоторые — WiMAX, часто есть интерфейс Bluetooth.
В самом начале считалось что модуль связи 3G станет для смартбуков стандартом, как для смартфонов, однако большинство серийно выпускаемых смартбуков не имеют 3G модуля в своем составе или имеют его в качестве дополнительной опции (Toshiba AC100 выпускается в двух модификациях).
Физический интерфейс Ethernet присутствует в наборах системной логики как самостоятельное интегрированное устройство, остальные сетевые устройства почти всегда физически отдельные, использующие шину USB или I²C.

#### Интерфейсы для подключения накопителей
Универсальный интегрированный разъём SD/MMC содержит интерфейсы MMC и SDIO.
- Интерфейс SDIO позволяет использовать карты соответствующих стандартов.
- Интерфейс MMC также позволяет использовать карты соответствующих стандартов, а также жёсткие диски с интерфейсом CE-ATA, который электрически и физически совместим с MMC.

На многих машинах присутствует интерфейс Parallel ATA. Физических ограничений для работы с любыми ATA/ATAPI-устройствами нет, но производителями предусматривается использование только карт CompactFlash или жёстких дисков MicroDrive, для чего интерфейс разводится на соответствующий разъём. Подключение обычного жёсткого диска 2,5" может потребовать не только изготовление переходника или физическое вмешательство в разводку материнской платы, но и применение более ёмкой аккумуляторной батареи, поддерживающей достаточно большой ток разряда.
Иногда имеется мультиформатный (MS Pro, SD/MMC, XD-Picture Card) кардридер. Оптические приводы CD/DVD/BD-дисков отсутствуют.

## Программное обеспечение

### Операционные системы
Наиболее распространены для машин этого класса операционные системы основанные на Linux — «классические» рабочие столы на X Window System или ОС Android, и Windows CE.

#### Основанные на Linux
До широкого распространения ОС Google Android во многих моделях с достаточно мощным процессором в качестве предустановленной ОС использовалась Linux Ubuntu скомпилированная для ARM-процессоров.
Xandros из-за своих ограниченных возможностей широкого распространения не получил.
Ångström поддерживается официально многими производителями платформ ARM SoC, которые выпускают для этого дистрибутива необходимый комплект драйверов и сре́ды разработчика. Но с точки зрения конечного пользователя дистрибутив интереса не представляет, поскольку обладает ограниченным набором ПО, и предназначен в первую очередь для разработчиков встраиваемых систем и энтузиастов-любителей.
Часто фирмы-производители не раскрывают спецификаций видеоадаптеров и не выпускают драйверов для X11, что становится камнем преткновения на пути распространения Linux на смартбуках. Драйверы, написанные энтузиастами, имеют неполную или некорректно работающую поддержку 2D/3D-ускорения; а также могут вовсе отсутствовать, тогда XWindow работает через драйвер фреймбуфера, что вовсе исключает аппаратную поддержку 3D-ускорения. Это становится причиной неудовлетворительной работы некоторых важных мультимедиа-приложений.
Сборки Linux для смартбуков обычно стремятся сделать легковесными путём использования uClibc вместо glibc, busybox вместо coreutils, прямой инициализации вместо sysvinit и прочего.

#### Google Android
С середины 2011 года наибольшую популярность получила ОС от Google — Android, лёгкая в использовании неподготовленными пользователями и обладающая широким набором прикладного ПО.
По набору драйверов и возможности работы с периферийными устройствами Android имеет ряд ограничений. Имеется обширный набор драйверов для адаптеров различных беспроводных сетей, в частности — USB-модемов GPRS, 3G, EDGE; поддерживается большинство клавиатур и указывающих устройств — мышей, трекболов, тачпадов. Отсутствует поддержка сканеров и принтеров, оптических накопителей, звуковых адаптеров внешнего (по USB) подключения; нельзя работать одновременно более чем с одним USB-накопителем и одной SD-картой; файловые системы для внешних накопителей кроме FAT16 и FAT32 не поддерживаются, не поддерживается отличная от DOS таблица разделов; если внешний накопитель использует таблицу разделов, то система «видит» только первый раздел, что практически исключает работу с жёсткими дисками внешнего подключения.
Также пользовательский Android ориентирован на чувствительный к касанию экран (тачскрин), который отсутствует на смартбуках. Многие действия, такие как «долгое нажатие», легко выполняются на тачскрине и сложно выполняемы на тачпаде или мышью. Это создаёт дополнительные трудности в эксплуатации смартбуков с ОС Android.

#### ОС от Microsoft
Изначально все производители кроме Sharp в качестве предустановленной ОС использовали Windows CE, с весьма скудным набором ПО и очень ограниченной поддержкой дополнительных устройств.

По словам Майка Нэша (Mike Nash), вице-президента Windows platform strategy компании Microsoft — Windows 7 не будет устанавливаться на смартбуки.

 Однако Windows 8 разработана уже с учётом совместимости с ARM процессорами. Предназначена она в первую очередь для планшетов, поэтому сложно сказать, будет ли она устанавливаться на смартбуки.

#### Другие ОС
Nokia анонсировала в 2009 году разработку варианта ОС Symbian для смартбуков. В начале 2011 года начата работа по портированию Symbian. О дальнейшем ходе работ достоверной информации нет.
Разрабатываются специальные варианты ОС для смартбуков — например, Google Chrome OS.

### Прикладное ПО
Неотъемлемым набором ПО для смартбуков как для потребительских устройств вообще являются средства воспроизведения текстовых, графических, аудио- и видеофайлов, а также примитивные текстовые и графические редакторы. На смартбук как устройство, предназначенное для мобильного использования и для работы в Интернет и других сетях, также предустанавливают соответствующий набор ПО—браузер с возможностью воспроизведения Macromedia Flash, ICQ-клиент, часто также Skype-клиент. Проигрыватели аудио- и видеофайлов должны иметь возможность воспроизведения потоковых трансляций из Интернет.
Возможности установки дополнительного ПО у различных ОС различны. Пользователи Ubuntu или других сборок Linux обычно ограничены только системными ресурсами своего смартбука. Google ставит определённые ограничения для использования ОС Android не в смартфонах. Для Windows CE набор дополнительного ПО очень невелик, но для этой ОС существуют так называемые монстр-пакеты (monster-pack), включающие разнообразное ПО, как то поддержку кириллицы, разные проигрыватели, браузеры, редакторы и эмуляторы различных игровых приставок и компьютеров ушедших эпох (ZX Spectrum, Commodore 64, и т. д.).

## Особенности работы со смартбуком
Из-за отличий в архитектуре по сравнению с нетбуками, смартбуки имеют ряд особенностей. Встроенная микропрограмма не имеет привычного интерфейса пользователя как BIOS для x86-машин, поэтому для работы с ней и установки ОС требуются специальные методы и наличие другого работающего компьютера.
На материнских платах планшетов и смартбуков имеется последовательный «диагностический» порт, который инициализируется микропрограммой для вывода собственных сообщений и приёма команд пользователя (обычно на скорость 9600 бод). Для подключения к нему смартбук требуется разобрать. Подключение производится специально изготовленным нуль-модемным кабелем со схемой приведения уровней напряжения (1,8 В или 3,3 В до 5 В). Последовательный порт на другой стороне открывается программой-терминалом. Это является аналогом действия «войти в BIOS».

### Установка операционной системы
Встроенная микропрограмма даёт возможность выбирать загрузочный накопитель: либо встроенная NANDflash-память, либо внешний накопитель SD/MMC — карта памяти или жёсткий диск CE-ATA. Для простой установки ОС («перепрошивки») обычно вмешательство пользователя в её работу не требуется.
Поиск и загрузка образа ядра или загрузчика ОС производится по определённому алгоритму. Сначала инициализируется внешний накопитель, на котором на первом найденном разделе с файловой системой FAT производится поиск файла с определённой сигнатурой. Исполняемая часть найденного файла загружается в память и на неё передаётся управление. Если по какой-либо причине загрузку с внешнего накопителя выполнить не удалось, аналогичная попытка производится со внутренним накопителем (NANDflash-памятью).
Таким образом, загрузка и последующая установка ОС может быть выполнена со специальным образом подготовленной карты памяти.
Для обычной эксплуатации перед включением машины оставлять карту памяти в слоте не рекомендуется.

## Обзор рынка
На выставке Computex 2009 было показано 15 различных моделей смартбуков и ещё 30 появятся к концу года. В число компаний, которые показали устройства с процессором Qualcomm Snapdragon на Computex 2009, входят такие бренды как Acer, ASUS, Foxconn, HTC, LG, Samsung и Toshiba.
За все время существования с 2008 по 2015 годы смартбуки так и не смогли занять существенной доли на рынке,
В 2015 году смартбуки в силу присущих им проблем были сильно потеснены нетбуками, а затем вместе с нетбуками окончательно были вытеснены с глобального рынка и заменены планшетными компьютерами с пристегивающейся клавиатурой.

## Распространённость смартбуков
Первые модели смартбуков появились на рынке ещё в 2008 году, но до середины 2010 года все ещё не начато их массовое производство (кроме Sharp Netwalker PC-Z1 — в широкой продаже с 2009 года). Это связано с затянувшимся выпуском более мощных процессоров ARM-архитектуры (например 2-го поколения процессоров Nvidia Tegra — Nvidia Tegra 2), и с выбором и доработкой операционных систем и программного обеспечения, оптимизированных для смартбуков.
По оценкам, содержащимся в отчёте «Smartbooks», (февраль 2010 года) аналитическая компания ABI Research прогнозирует, что в 2015 году по всему миру будет выпущено 163 миллиона смартбуков — аналогичных нетбукам, но более дешёвых устройств.
По мнению журнала «Сотовик» (сентябрь 2010 года) — «Этот класс устройств умер, ещё не родившись. Во всяком случае помимо того, что мы видим своими глазами, это подтверждает не кто-нибудь, а сам Пол Джейкобс, руководитель Qualcomm, компании, которая стояла у истоков смартбукостроения. Он лишь озвучил очевидное — планшеты своим появлением просто вычеркнули смартбуки из линейки ультрамобильных устройств».
На текущий момент, производителями данной категории устройств остались практически только китайские компании, которые производят дешевые смартбуки (ценой от 30 — 135$) с экраном 7", 10" на процессорах ARM от 0,3 Ггц до двухъядерных 1,5 Ггц, с объёмом ОЗУ 256—1024 Мб и NAND флэшпамятью до 8 Гб, на базе операционных систем Android и Windows CE. Как и в мире, пик их производства пришёлся на 2009—2010 годы вслед за появлением первого нетбука ASUS EEE PC 701. В то время было доступно большое количество разнообразных моделей, однако в текущий момент в китайские смартбуки включены только минимальные базовые функции, присущее нетбукам, и используется устаревшая элементная база в отличие от современных китайских интернет-планшетов. На сегодняшний день смартбуки на рынке Китая представлены достаточно слабо, уступив место планшетным устройствам, и являются изделиями низшего ценового диапазона.
Смартбуки интересуют прежде всего людей, которым нужно печатать много текста и при этом не носить с собой тяжёлые и габаритные нетбуки. Устройство такого класса, не обладая излишней производительностью, вкупе с ценой, размерами и весом, оснащенное полноценной физической клавиатурой, а также твердотельной флеш-памятью вместо хрупкого жесткого диска, идеально подходит писателям, поэтам, журналистам и даже студентам — для записи лекций на занятиях.

## Причины низкой популярности на рынке
Многие компании анонсировали выпуск смартбуков, однако, до выпуска дело так и не дошло. Примеры выпущенных в продажу смартбуков Toshiba AC100 и Rover Steel показали, что:
- 1. Операционная система Android, для которой имеется достаточное количество программ, на момент выпуска смартбуков не была адаптирована должным образом под работу с клавиатурой и тачпадом.
- 2. Приличное количество программ, рассчитанных только под сенсорное управление с экрана и изменение ориентации самого экрана.
- 3. Качество, количество и возможности самих программ, рассчитанных под смартфоны ни в какое сравнение не идут с полноценным программным обеспечением под настольные операционные системы, используемые в нетбуках;
- 4. В отличие от нетбуков и клавиатурных КПК, практически отсутствует поддержка периферии и карт расширения, кроме нескольких внешних устройств ввода и некоторых 3G модулей.
- 5. По аппаратным возможностям смартбуки значительно уступают нетбукам, части интернет-планшетов и находятся на уровне смартфонов;
- 6. Почти во всех устройствах отсутствовали 3G модуль и функция телефона при большем размере, что в результате снижало ценность для потребителя смартбука перед смартфоном на базе той же операционной системы.
- 7. При значительно более скромных возможностях, размеры смартбуков были аналогичны нетбукам так как в обоих случаях на размер устройства накладывает ограничение размер клавиатуры. А в весе смартбуки выигрывают не более 500 грамм, что для многих не является принципиальным.
- 8. Странное позиционирование на рынке как представителей нетбуков, в результате чего у многих пользователей, выбравших смартбуки из-за низкой цены и ожидаемых широких возможностей, под действием вышеперечисленных факторов сложилось негативное отношение к данному классу устройств.
- 9. При всех вышеописанных ограничениях, разница в стоимости между смартбуком и нетбуком начального уровня составляет 40-100 %, а между топовыми моделями практически отсутствует.

В сумме перечисленные выше причины привели почти к полному исчезновению смартбуков с рынка под давлением удобных в управлении интернет-планшетов, функциональных нетбуков и недорогих смартфонов.

## Примеры смартбуков (в основном анонсы)
| - Always Innovating Touch Book - BF Evergreen 7010A - ECS T800 - Elonex Smartbook - Haleron Swordfish Mini | - Inventec Rainbow - Lenovo Skylight - Mobinnova Elan, Beam - Notion Adam - Pegatron Neo | - Sharp NetWalker PC-Z1. - Wistron N900z - HP Slatebook 14 - Lenovo IdeaPad A10 |

### au IS01
Основная статья
В марте 2010 года анонсировано устройство типа «клавиатурный коммуникатор» для японского рынка. Устройство разработано и выпущено компанией Sharp по заказу японского оператора мобильной связи au и продавалось под его брендом. За пределами Японии этот смартбук очень малоизвестен.
Программное обеспечение — на основе ОС Android 1.6.
Аппаратные характеристики:
- Дисплей — 5 дюймов, 960×480, соотношение сторон 2:1, изначально предполагался чувствительный к касанию;
- Платформа Qualcomm Snapdragon, частота процессора 1 ГГц;
- Оперативная память 256 МБ;
- Флэш-накопитель 4 ГБ;
- Слоты расшинерия: microUSB, microSDHC;
- Сетевые и беспроводные интерфейсы:
  - Wi-Fi (802.11 b/g);
  - Bluetooth 2.1 + EDR;
  - CDMA 1x EV-DO Rev.A.

### Семейство Toshiba AC10x
Включает ряд машин на базе NVidia Tegra с диагональю дисплея 10 дюймов и немного различными аппаратными ресурсами.
- Toshiba AC100[28]

Одной из немногих серий смартбуков добравшихся до производства стала линейка смартбуков от компании Toshiba, которую компания успела анонсировать на волне всеобщего интереса к смартбукам в 2010 году, как более дешевого сегмента электронных гаджетов для развлечений нежели чем субноутбуки.
Предполагалось что объём их выпуска к 2015 году составят свыше 163 миллионов однако с появление Apple iPad и последующим широким распространением планшетов, данным прогнозам не суждено было сбыться и все крупные производители планировавшие начать выпуск так и не начали его переключившись на производство смартфонов и других изделий на базе процессоров ARM.
В конце 2010 года, Toshiba (практически единственный крупный производитель смартбуков за исключением китайских компаний) начала поставки во многие страны Европы несколько модификаций смартбуков AC100. В Россию поставлялись три модификации 116—118. Главными отличиями были: объём встроенной флэш памяти (32Гб у 116 и по 8 Гб у 117,118) и интегрированный 3G модем (для моделей 116, 118).
Основной платформой на которой был построен смартбук являлся производительный двухъядерный процессор NVIDIA Tegra 250 в паре с графическим адаптером GeForce ULP (без поддержки OpenGL ES2, из-за чего часть игр не работает) обеспечивающих хорошую производительность в приложениях и играх. Дополнительно обладал 512 Мб ОЗУ и поддерживал сетевые интерфейсы Bluetooth, Wi-Fi 802.11g.
Устройства работали на основе операционной системы Android 2.1 однако поддерживают официальное обновление до версии 2.2 и неофициальные прошивки Android 3.0/4.0 с возможностью установки ОС Ubuntu 12.
При появлении в России смартбук стоил 560$, при стоимости намного более совершенных конкурентов так как eee pc 1000 стоивших 530$, в результате из-за большой цены продавались крайне слабо. В середине 2011 года Toshiba официально сообщила о прекращении выпуска смартбуков, и переключилась на развитие и выпуск планшетов на базе OC Android.
В результате по завершении их выпуска и прекращении поддержки последние устройства продавались по цене в 150$, что в результате сделало его довольно популярным устройством среди любителей недорогих планшетов и смартфонов.

### Китайские смартбуки

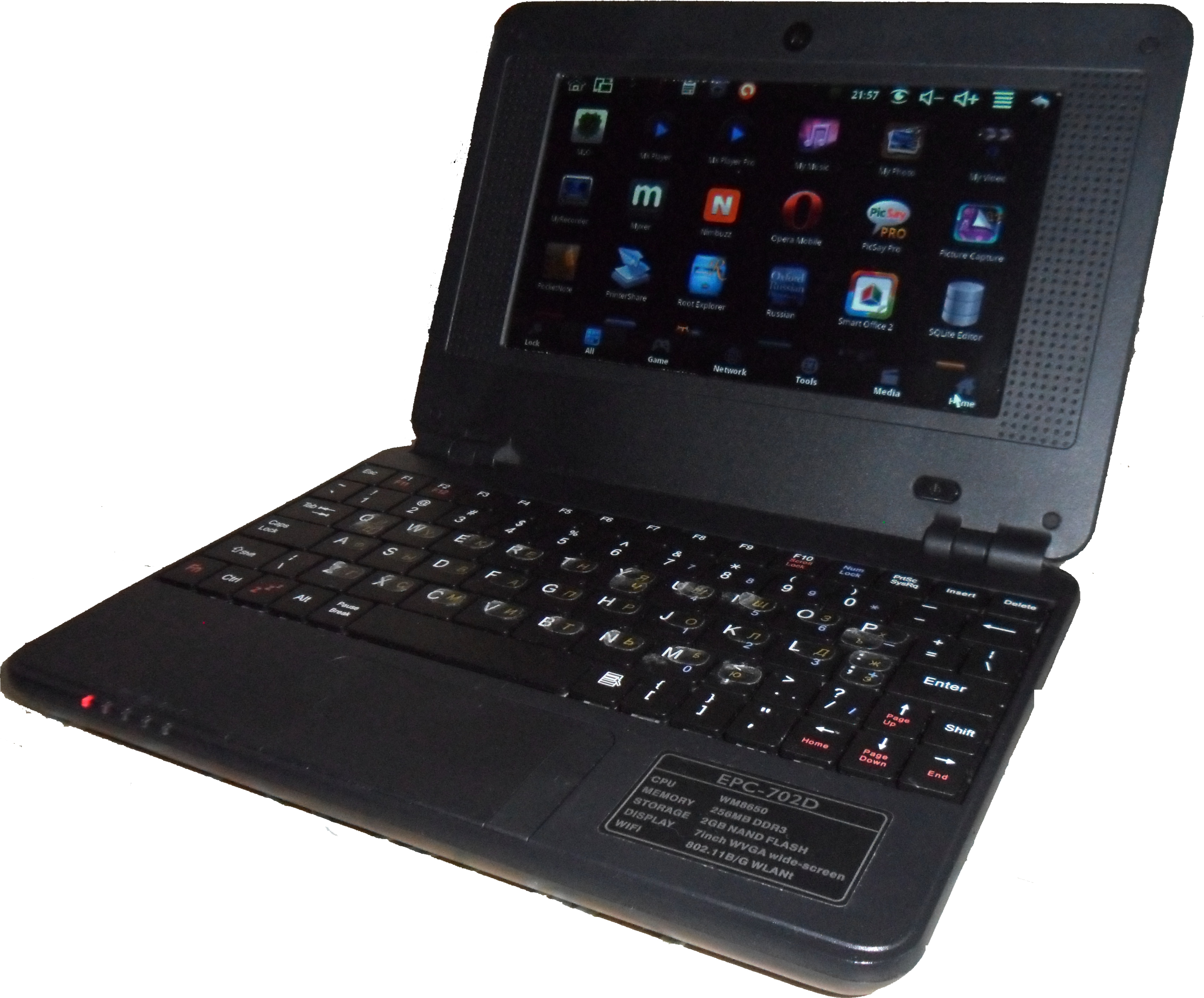
Смартбук ZHUIHAI epc-702D (январь 2012)

В текущий момент в Китае смартбуки, в отличие от остальных частей мира, заняли свою и нишу на внутреннем рынке и, в отличие от остального мира, продолжают развиваться как разновидность мультифункциональных планшетов. Особенностью китайского рынка является большой спрос на мультимедийные устройства при небольших доходах у большой части населения. В результате с развитием и производством процессоров ARM в Китае многие слои китайского общества, которые не могут позволить себе полноценные компьютеры или которым нужны записные электронные книги, могут позволить себе купить полнофункциональное мультимедийное устройство с клавиатурой. Таким образом, сегодняшние китайские смартбуки продолжают своё развитие параллельно с китайскими планшетами, являясь их разновидностью и строящиеся на их элементной базе.
В развитии китайских смартбуков (как нишевых устройств) можно условно выделить несколько заметных поколений, в результате которых происходило значительное изменение функциональности данных устройств, связанных с развитием производства процессоров ARM в Китае. В текущий момент можно выделить три поколения:
- Первое поколение. Смартбуки 1-го поколения появились после выхода ASUS EEE PC 701 конец 2009 — начало 2010 годов, строились практическим на базе аналогичных корпусу от ASUS 701 с 7" экранами и использовали старые дешевые процессоры широко распространённые на Тайване в то время которые базировались на старых ядрах VIA8550 и JZ4750.

Типичными характеристиками в то время были Процессор: 300—360 МГц, память ОЗУ 128—256 Мб, Флэш память: 1 — 2 Гб из сетевых интерфейсов были представлены Wifi, Rj45.
В роли операционных систем использовались: Android 1.6, Linux 2.6 XBurst, Windows CE 6.0.
Из особенностей можно отметить, что даже для ОС Android 1.6 явно была недостаточна производительность процессора, что ограничивало возможность использования устройства в роли электронной книги, средства для выхода в интернет и прослушивания музыки. Для других задач, в том числе просмотр видео или игры, устройство никак не подходило, так как из-за слабого процессора оно могло проигрывать видео только после предварительной конвертации битрейта до 400 Кбивс, что давало ужасное изображение, состоящее из большого количества заметных квадратных пикселей на экране. Так как в устройствах отсутствовал 3D ускоритель, то ни о каких играх речи и не шло.
Довольно известный представитель IMOS-A716.
- Второе поколение. Смартбуки 2-го поколения появились в продаже после выхода EEE PC 1000 в середине 2011 года и выпускаются по настоящее время. В начале 2011 года самым массовым и дешевым процессором на Тайване стал VIA8650 (обновленный вариант процессора VIA8550) построен на устаревшей платформе ARMv5. На его базе начался выпуск новых смартбуков двух вариантов с 7" и 10" и разными по размерам клавиатурами. Аппаратная часть обоих устройств идентична и обычно являются: Процессор: 600 МГц + сопроцессор 300 МГц, 256 Мб ОЗУ, 2 — 4 Гб Флэш памяти и сетевые интерфейсы WiFi, RJ45.

В роли операционных систем используются: Android 2.2, Windows CE 6.0.
Из особенностей можно отметить, что производительности процессора и сопроцессора вполне достаточно для работы с приложениями и просмотра предварительно не конвертированного видео в разрешении 720P, данный тип устройства стал вполне мультифункциональным и пригодным для использования в большинстве случаев кроме игр, так как все равно в архитектуре устройства отсутствует графический чип.
Довольно известными представителями являются: ZHUIHAI epc-702D и epc-1026D.
- Третье поколение. Смартбуки 3-го поколения появились в продаже в начале 2012 года и пока ещё довольно редки. Основываются на базе чипа RK2918 и Allwinner A10 (архитектура ARMv7, ядро ARM Cortex-A8) и в исполнений только с 10" экранами (1024X600). Аппаратная часть включает: Процессор: 1,2 ГГц c поддержкой аппаратного декодирования виде NEON SIMD и графический процессор Vivante GC800 (Mali400 для Allwinner A10), 512 Мб ОЗУ, 4-32 Гб Флэш памяти и сетевые интерфейсы WiFi, RJ45.

В роли операционных систем используются: Android 2.3/3.x.
Так же есть готовая сборка Ubuntu, работает все аппаратное обеспечение включая графический ускоритель.
Из особенностей можно отметить, что данный тип устройства обеспечивает приемлемый уровень производительности и может обеспечить нормальную работы со всеми приложениями для ОС Android 2.3 и удовлетворительную производительность в играх.
Довольно известным представителем является ZHUIHAI epc-1029D.
- Четвёртое поколение. Смартбуки 4-го поколения основаны на процессоре WM8850 (1 ядро ARM Cortex A9 1.2Ghz+Mali400), есть в исполнении 7, 10 и 13". Разрешения экранов от 800*480 (7") до HD (13"). Имеют от 512 до 1Гб (10-13") ОЗУ. Встроенная флеш-память на 4 Гб, установлен Android 4.0. Имеют Wi-Fi, RJ45, 3xUSB, SD-кардридер. Производительность достаточна для большинства задач, включая и «тяжёлые» игры для Android. Однако, для них разрабатывается и сборка Ubuntu энтузиастами, на базе Picuntu (сборка для RK3066).

С четвертого поколения, китайские смартбуки как и китайские планшеты по своим возможностям стали полностью мультифункциональными, поддерживающими современные технологии и обеспечивающие хорошую производительностью равноценную среднестатистическим смартфонам и планшетам, имеющимся на глобальном рынке.
- Пятое поколение пока не поступает в продажу, однако, на выставке техники был замечен смартбук на процессоре Informic IMAPx15 (2x Cortex A5 1.2Ghz+Mali400MP4).

После выпуска в конце 2012 года ASUS Eee Pad TF810C который включал в себя удобный планшет с большим тачскрином и опционально пристегивающуюся клавиатуру (то есть который практически не имел недостатков присущих клавиатурным смартфонам), китайские смартбуки в монолитном корпусе, в том числе и трансформеры, были окончательно вытеснены к 2014 году с рынка планшетными компьютерами.